# Brodarevo
Brodarevo (em cirílico: Бродарево) é uma vila da Sérvia localizada no município de Prijepolje, pertencente ao distrito de Zlatibor. A sua população era de 10000 habitantes segundo o censo de 2014.

## Demografia
| 1948 | 1953 | 1961 | 1971 | 1981 | 1991 | 2002 | 2011  |
| ---- | ---- | ---- | ---- | ---- | ---- | ---- | ----- |
| 732  | 820  | 974  | 1221 | 1441 | 2182 | 1780 | [ 1 ] |